# Route nationale 110 (France)
Pour les articles homonymes, voir Route nationale 110.
La route nationale 110, ou RN 110, est une ancienne route nationale française reliant Montpellier à Alès.
À la suite du décret du 5 décembre 2005 (transfert des routes nationales aux départements), elle est désormais classée en D 610 dans l'Hérault et en D 6110 dans le Gard.

## Tracé
Les communes traversées sont :
- Montpellier (km 0)
- Castries avec un accès à la liaison intercantonale d'évitement nord (km 4)
- Restinclières (km 11)
- Boisseron (km 17)
- Sommières (km 19)
- Hameau de Pondre, commune de Villevieille
- Fontanès (km 26)
- Crespian (km 32)
- Montmirat (km 34)
- Lédignan (km 45)
- Saint-Christol-lez-Alès (km 56)
- Alès (km 61)